# Orthosia smaragdina
Orthosia smaragdina är en oleanderväxtart som beskrevs av W.D.Stevens. Orthosia smaragdina ingår i släktet Orthosia och familjen oleanderväxter. Inga underarter finns listade i Catalogue of Life.